# Kaali (Saaremaa)
Koordinaten: 58° 22′ N, 22° 40′ O

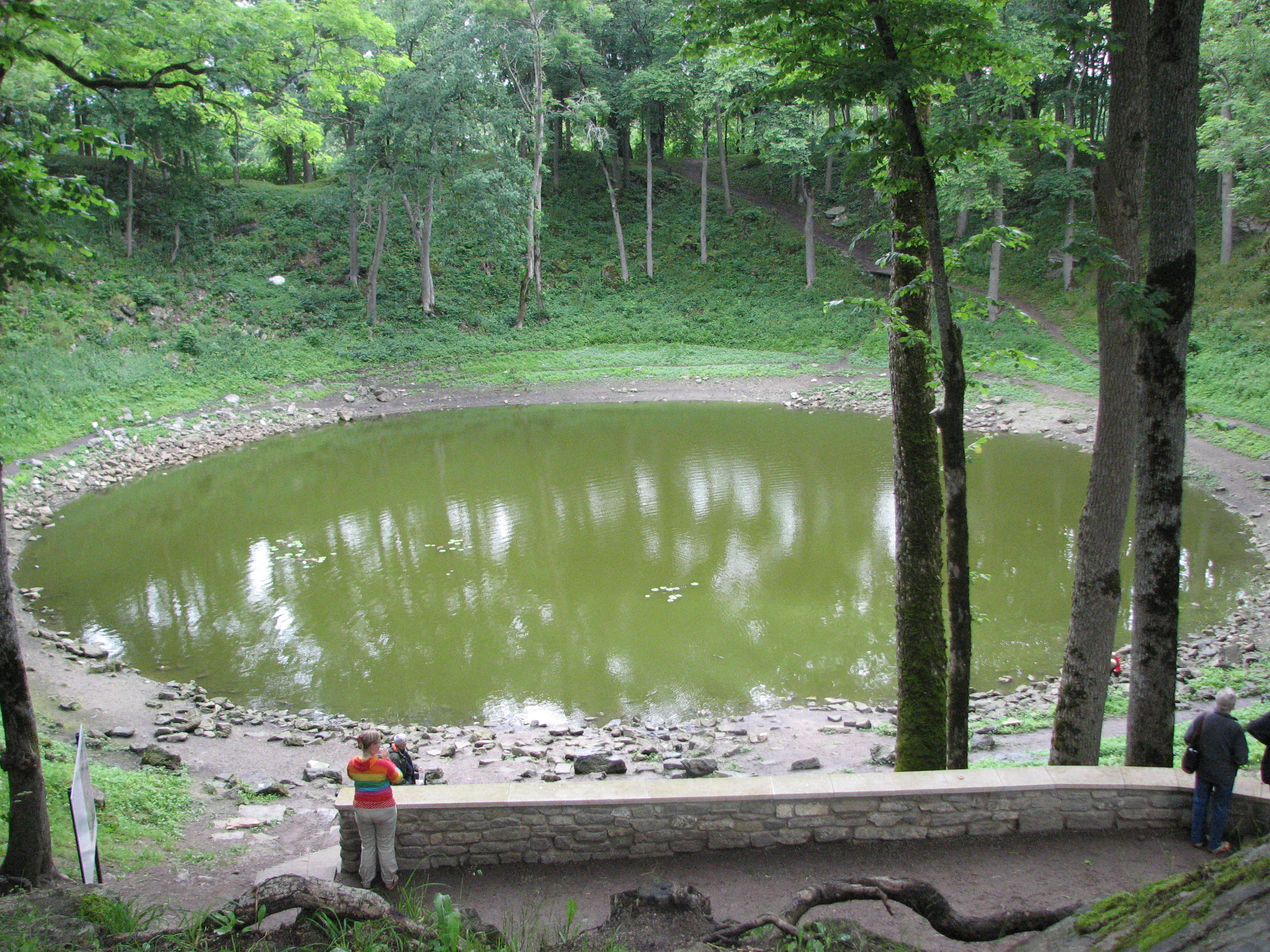
Meteoritenkrater von Kaali

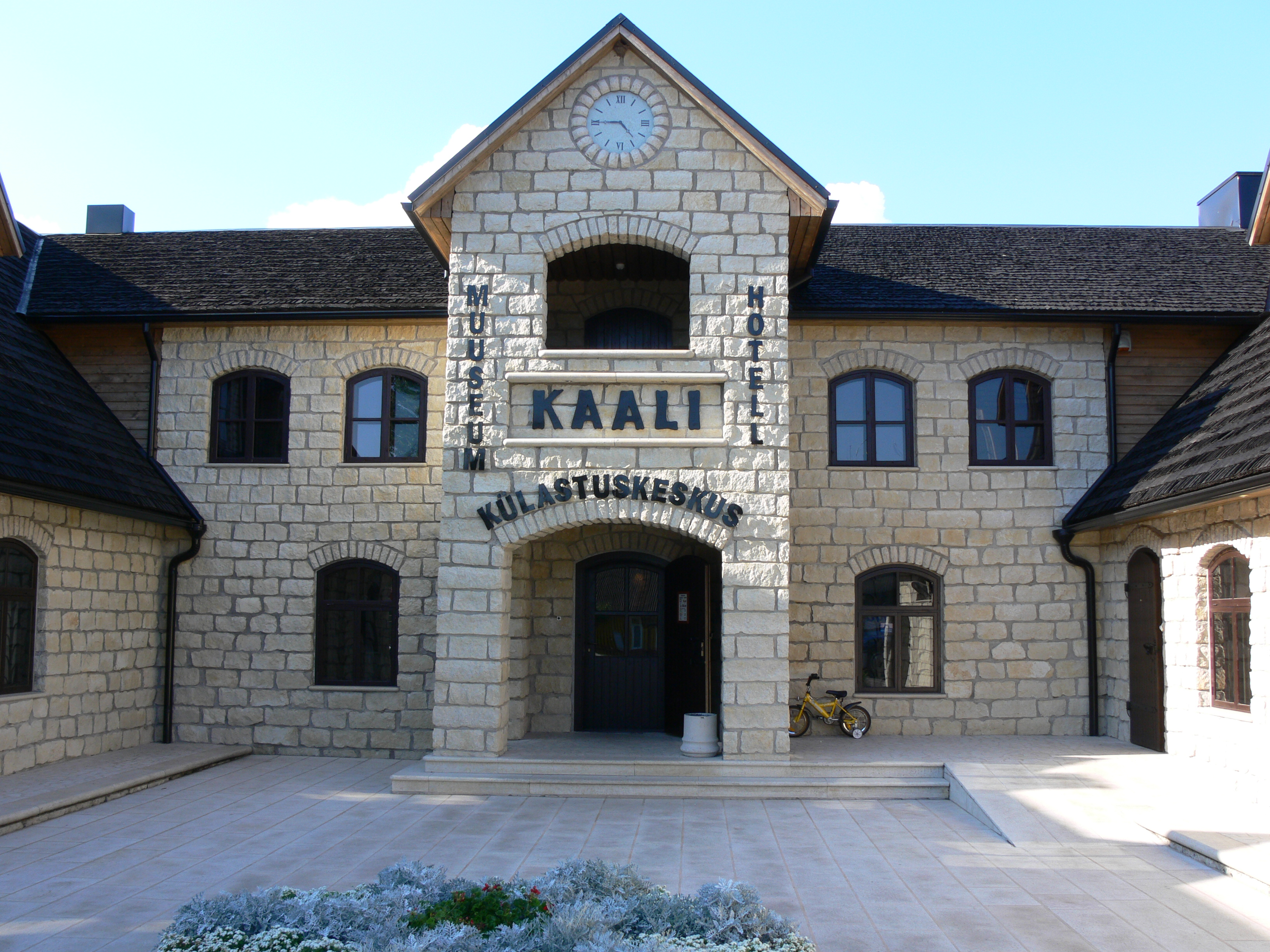
Besucherzentrum mit Museum

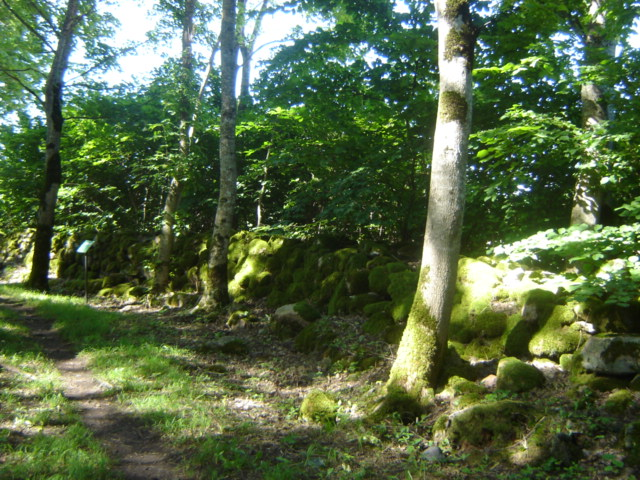
Ort der prähistorischen Siedlung

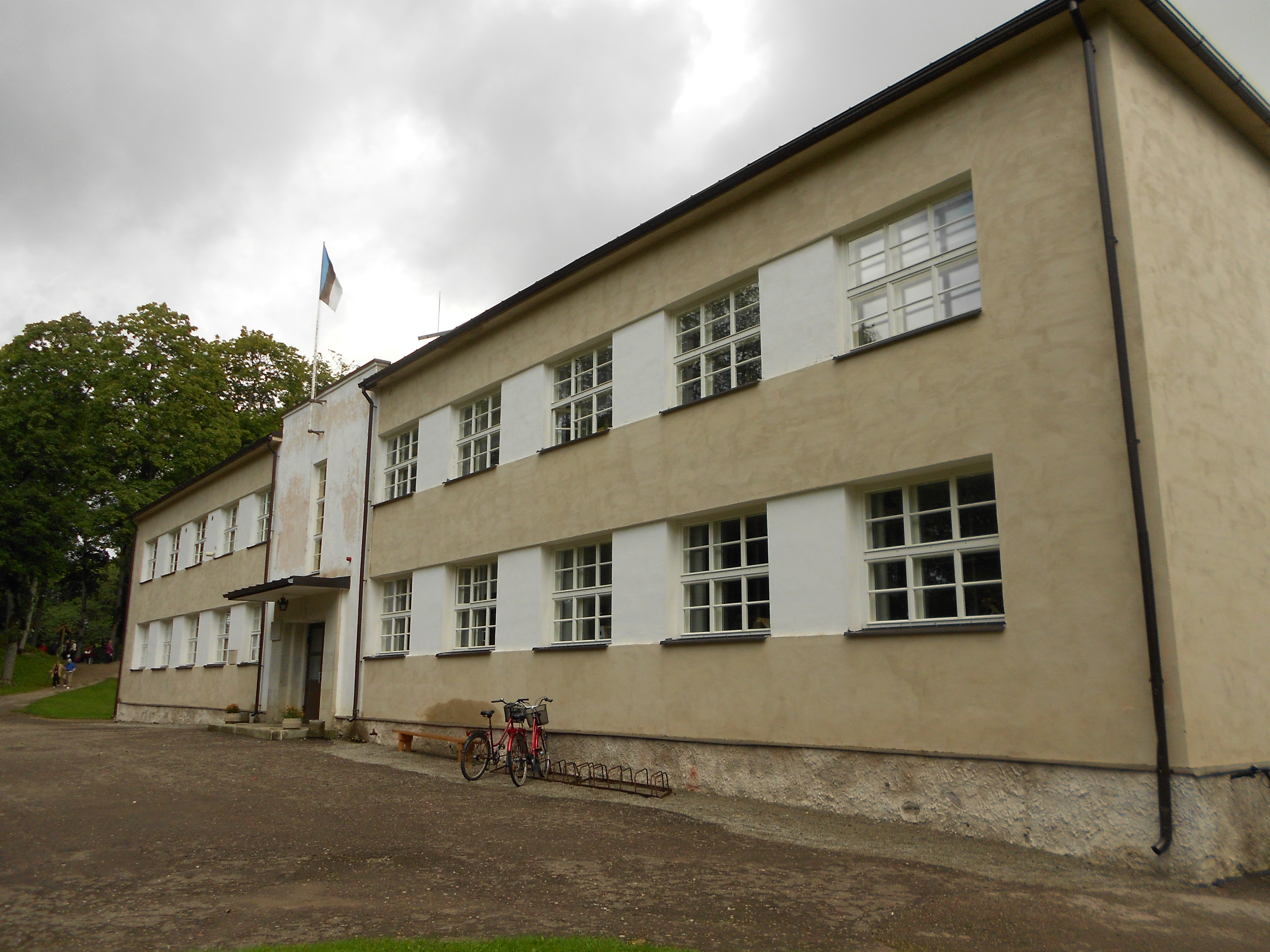
Dorfschule

Kaali (deutsch Sall) ist ein Dorf (estnisch küla) auf der größten estnischen Insel Saaremaa. Es gehört zur Landgemeinde Saaremaa (bis 2017: Landgemeinde Pihtla) im Kreis Saare.

## Einwohnerschaft und Lage
Das Dorf hat 35 Einwohner (Stand 31. Dezember 2011). Es liegt neunzehn Kilometer nordöstlich der Inselhauptstadt Kuressaare.

## Geschichte des Ortes
Während des 13. Jahrhunderts wurde das Gebiet einem gewissen Hinrik Beckeshafwede verlehnt. Für das Jahr 1319 ist das Dorf Saltowere urkundlich belegt. Aus dem Dorf entstand später der Hof, der an die Stadt Riga verkauft wurde. Im 15. Jahrhundert fiel er an die Bischöfe von Saaremaa. Von 1528 bis 1729 gehörte der Hof der adligen deutschbaltischen Familie Gahlen. Von ihrem Familiennamen leitet sich der estnischsprachige Name des Dorfes ab.
1856 erwarb das Gut der in Kronstadt geborene deutschbaltische Maler Otto Friedrich Theodor Möller (1812–1874). Letzter Privateigentümer vor der Enteignung im Zuge der estnischen Landreform 1919 war Konrad von Moeller. Auf den Fundamenten des nicht mehr erhaltenen Herrenhauses wurde 1936 die Grundschule errichtet.

## Kaali-Meteoritenkrater
Der Ort ist heute vor allem bekannt für die neun Kaali-Meteoritenkrater. Der Durchmesser des Hauptkraters beträgt 110 Meter, seine Tiefe 22 Meter. Ihn umgibt ein drei bis sieben Meter hoher Wall von Erde, die durch den Einschlag aufgeworfen wurde. Im Krater befindet sich heute ein See.
Die acht kleinere Nebenkrater liegen in unmittelbarer Umgebung. Dort wurden auch korrodierte, scharfkantige Eisensplitter gefunden, die dem verbreitetsten Typus der Eisenmeteorite zugeordnet werden konnten. Verkohlte Eichen am Rand des Sees ergaben eine Datierung des Aufschlags in den Zeitraum 500 bis 900 vor Christus.
Den Einschlag einer Gruppe von insgesamt neun Meteoriten hat in den Jahren 1927 bis 1940 der estnische Bergbauingenieur Ivan Reinwald (1878–1941) nachgewiesen. Von 1954 bis 1980 leitete Ago Aaloe (1927–1980) die weiteren Forschungen. An beide erinnert ein 1984 eingeweihter Gedenkstein.

## Besucherzentrum
Im Dorf befindet sich ein 2005 eröffnetes Besucherzentrum. Im dortigen „Museum für Meteoritik und Kalkstein“ werden anschaulich die geologischen und kulturhistorischen Untersuchungen rund um den Meteoritenkrater dargestellt.

## Prähistorische Festung
In den Jahren 1976 bis 1978 hat der estnische Archäologe Vello Lõugas (1937–1998) am Ufer des Sees eine befestigte prähistorische Siedlung nachweisen können. Die dort gefundene Keramik stammt aus dem 8. bis 6. Jahrhundert vor Christus.